# 烏珠留單于
烏珠留若鞮單于（？—13年），或稱烏珠留單于，挛鞮氏，名囊知牙斯，是西漢末年匈奴單于。

## 生平概略
他是車牙若鞮單于之弟。前31年，任右贤王。車牙在位時，前12年，以他為左賢王。車牙於公元前8年去世，由他繼任單于。
他即位後，他继续保持与汉和好关系，將兒子烏鞮牙斯送入漢朝朝廷；後又安排兒子稽留昆入漢朝朝廷（一說在烏鞮牙斯過世後，另一說為他本人過世時）。他也確認了匈奴與漢朝之間的政治協議，表示兩者往後將持續進行密切結合，互不欺騙或攻擊；若偷盜事件發生，也將互相通報、處理及補償；若遭遇外來襲擊，兩者之間也將出動軍隊互相支援；若誰率先違反盟約，將被上天懲罰，而其後代將世代承受此誓言所帶來的影響。
公元前5年，以乌孙扰匈奴西境，遣军击败乌孙，并接受乌孙质子，后遵汉朝诏书遣归。公元前3年，他向漢朝朝廷提議前往訪問；漢朝朝廷成員起初不太願意，但在揚雄勸告漢哀帝拒絕這個提議是不明智的後，朝廷成員最終大致同意。公元前1年，他率从者五百人,前往長安城訪問，受厚遇。回国后，再派左日逐王都入侍汉朝。由於漢朝在當時控制了匈奴所在地區，為獲得來自漢朝的豐厚獎賞，他更改了自己的名字。依汉俗更名为“知”。
公元6年，車師君主姑句與（去胡來王）唐兜，和漢朝發生衝突並前往匈奴尋求保護，但烏珠留考慮與漢朝的協議，以及來自新都侯王莽派遣使者的宣告，將他們交給漢朝處置。作為回報，漢朝朝廷贈與一批禮物給烏珠留；然而，禮物中一枚印章的樣式，暗示了他在兩國政治中地位的下降，引起了他的懷疑。
匈奴也與烏桓發生衝突，並從其手中奪取領土。他們因此受到來自漢朝的批評，因為這違反了兩國的政治協議。作為回應，烏珠留派出大批軍隊在朔方郡附近展示實力。
王莽建立新朝，奉行民族歧视政策，强行改“匈奴单于玺”为“新匈奴单于章”，更“匈奴单于”为“降奴服于”，并欲分匈奴地为十五国，立十五单于分治，和好关系破裂。
公元10年，車師王的兄長，還有四位逃離王莽朝廷的官員，都前往匈奴尋求庇護。
在王莽企圖推動促使匈奴政權分裂的策略後，公元11年，烏珠留發動武裝行動，出云中益寿塞（在今内蒙古土默特右旗），前往雲中、雁門、朔方等地進行報復，殺害了一些平民。率领各部入塞侵扰，多者万余人，中者数千人，少者数百人，杀略吏民畜产不可胜数，使新朝缘边虚耗。
公元13年，戰爭結束前，他因病過世。隨後，其弟繼位為烏累若鞮單于。
此外，他拒絕歸還土地予烏孫，而是將人質歸還給他們。

## 墓葬
諾彥烏拉墓地其中一處墓葬被判定為他的墳墓。

## 子
- 右股奴王，乌鞮牙斯，前8年，烏珠留單于派他入侍汉朝
- 左于駼仇掸王，稽留昆，侍子乌鞮牙斯死後，归葬。烏珠留單于再派稽留昆入侍汉朝
- 右大且渠王，方，稽留昆同母兄，夫妻取代稽留昆入待汉朝
- 左日逐王，都，夫妻取代方入待汉朝
- 斩将王
- 䤈落尸逐鞮单于，比，48年-56年在位
- 丘浮尤鞮单于，莫，56年-57年
- 伊伐于虑鞮单于，汗，57年-59年